# Going Deaf for a Living
Going Deaf for a Living is een album van Fischer-Z uit 1980.

## Overview
Going Deaf for a Living was de opvolger van World Salad, het eerste album van Fischer-Z en kwam de Album Top 50 binnen op 3 mei 1980. Van het album werden twee singles getrokken. De eerste, So Long, was meteen de grootste hit die Fischer-Z heeft gehad in Nederland. De single kwam binnen op 31 mei 1980 en bereikte de 12e positie. De tweede single, met twee A-kanten, Limbo/Room Service, reikte niet verder dan de tipparade. Het album zelf haalde met als hoogste positie de negende plaats wel net de top 10 van de albumlijst.
Frontman John Watts zingt en speelt gitaar, de rest van de groep bestond uit Steve Liddle op drums, David Graham op bas en Steve Skolnik op keyboard. Opvallende nummers van het album zijn het titelnummer, waarin drie zanglijnen door elkaar lopen aan het eind van het nummer (1e lijn: "my heart turned around", 2e lijn: "going deaf for a living" en 3e lijn: "much too proud to share my heart around with the likes of you when you stab me with your eyes"). Daarnaast is Limbo een opvallend nummer met een wat punkachtig ritme waarin de teksten heel snel worden uitgesproken ("the razamataz is a pain in the bum" en dat drie keer snel achter elkaar).

## Muziek

### Kant 1
1. Room Service - 3:41
2. So Long - 4:59
3. Crazy Girl - 4:20
4. No Right - 2:36
5. Going Deaf for a Living - 3:31

### Kant 2
1. Pick Up/Slip Up - 2:37
2. Crank - 3:06
3. Haters - 4:07
4. Four Minutes in Durham (With You) - 4:00
5. Limbo - 2:14

## Album Top 100
Het album bleef 18 weken in de Nederlandse albumlijst.
| Hitnotering: 17-05-1980 t/m 13-09-1980 | Hitnotering: 17-05-1980 t/m 13-09-1980 | Hitnotering: 17-05-1980 t/m 13-09-1980 | Hitnotering: 17-05-1980 t/m 13-09-1980 | Hitnotering: 17-05-1980 t/m 13-09-1980 | Hitnotering: 17-05-1980 t/m 13-09-1980 | Hitnotering: 17-05-1980 t/m 13-09-1980 | Hitnotering: 17-05-1980 t/m 13-09-1980 | Hitnotering: 17-05-1980 t/m 13-09-1980 | Hitnotering: 17-05-1980 t/m 13-09-1980 | Hitnotering: 17-05-1980 t/m 13-09-1980 | Hitnotering: 17-05-1980 t/m 13-09-1980 | Hitnotering: 17-05-1980 t/m 13-09-1980 | Hitnotering: 17-05-1980 t/m 13-09-1980 | Hitnotering: 17-05-1980 t/m 13-09-1980 | Hitnotering: 17-05-1980 t/m 13-09-1980 | Hitnotering: 17-05-1980 t/m 13-09-1980 | Hitnotering: 17-05-1980 t/m 13-09-1980 |    |     |
| Week:                                  | 1                                      | 2                                      | 3                                      | 4                                      | 5                                      | 6                                      | 7                                      | 8                                      | 9                                      | 10                                     | 11                                     | 12                                     | 13                                     | 14                                     | 15                                     | 16                                     | 17                                     | 18 | 19  |
| -------------------------------------- | -------------------------------------- | -------------------------------------- | -------------------------------------- | -------------------------------------- | -------------------------------------- | -------------------------------------- | -------------------------------------- | -------------------------------------- | -------------------------------------- | -------------------------------------- | -------------------------------------- | -------------------------------------- | -------------------------------------- | -------------------------------------- | -------------------------------------- | -------------------------------------- | -------------------------------------- | -- | --- |
| Positie:                               | 33                                     | 27                                     | 17                                     | 20                                     | 13                                     | 12                                     | 21                                     | 11                                     | 12                                     | 6                                      | 12                                     | 26                                     | 27                                     | 19                                     | 25                                     | 39                                     | 36                                     | 47 | uit |